# 萨拉·阿特尔
萨拉·阿特尔（阿拉伯语：سارة عطار，1992年8月27日—）是一位女子田径运动员，拥有美国和沙特阿拉伯双重国籍，2012年代表沙特阿拉伯参加伦敦奥运会女子800米比赛，是首位沙特奥运田径女选手。

## 外部連結
- 萨拉·阿特尔在的頁面